# Décembre 1877

## Événements
- 11 décembre : Plevna capitule. Les troupes russes poursuivent leur avance et forcent la résistance au col de Chipka. Bucarest réclame la reconnaissance immédiate de l’indépendance par les puissances et le delta du Danube et la Dobroudja comme indemnité de guerre.

- 13 décembre : début du cinquième gouvernement Dufaure (fin le 4 février 1879).

- 28 décembre : la Kachgarie est réintégrée à la Chine.
- 7 décembre : Thomas Edison présente son phonographe en public
- 19  décembre : Thomas Edison dépose le brevet de son phonographe

## Naissances
- 26 décembre : Aldéric-Joseph Benoit, homme politique fédéral provenant du Québec.

## Décès
- 9 décembre : Ferdinand Piercot, homme politique belge (° 12 septembre 1797).
- 17 décembre : Louis Jean Baptiste d’Aurelle de Paladines, militaire français, général de division (° 9 janvier 1804).
- 20 décembre : Heinrich Daniel Ruhmkorff, ingénieur allemand.
- 31 décembre : Gustave Courbet, peintre français (° 10 juin 1819).